# Ашпанский сельсовет
Ашпанский сельсове́т — административно-территориальная единица в Ужурском районе Красноярского края Российской Федерации, существовавшая до 1995 года.

## История
Ашпанский сельсовет существовал до 1995 года.
28 сентября 1995 года Законом № 7-179 Ашпанский сельсовет был упразднён и его населённые пункты переданы в Локшинский сельсовет.

## Состав сельсовета
В состав сельсовета входили 3 населённых пункта:
| № | Населённый пункт | Тип населённого пункта       | Население |
| - | ---------------- | ---------------------------- | --------- |
| 1 | Ашпан            | село, административный центр | 298       |
| 2 | Баит             | деревня                      | 101       |
| 3 | Красное Озеро    | деревня                      | 103       |